# Vampire Academy (série télévisée)
Cet article concerne la série télévisée. Pour la série littéraire de Richelle Mead, voir Vampire Academy. Pour le film de Mark Waters, voir Vampire Academy (film).
Vampire Academy est une série télévisée américaine en dix épisodes de 44–57 minutes, développée par Julie Plec et Marguerite MacIntyre entre le 15 septembre et le 27 octobre 2022 sur le service Peacock et au Canada à partir du 18 septembre 2022 sur W Network.
La série est une adaptation de la série littéraire du même titre de la romancière américaine Richelle Mead. Il s'agit de la seconde adaptation des livres après le film du même titre, sorti en 2014. Elle sert donc de reboot, avec une nouvelle direction. Elle n'adapte pas fidèlement la série littéraire mais utilise plusieurs éléments des différents romans afin de mettre en scène une histoire différente.
En France, elle a été diffusée intégralement le 22 décembre 2022 sur Prime Video. Elle reste pour le moment inédite dans les autres pays francophones.

## Synopsis
Rosemarie « Rose » Hathaway est une dhampir, un être mi-humain, mi vampire. Elle étudie à l'académie Saint Vladimir où elle apprend à devenir gardienne pour les Moroï royaux, dont fait partie sa meilleure amie, la princesse Vasilisa « Lissa » Dragomir. Afin de devenir la gardienne officielle de Lissa, Rose doit venir à bout de ses études.
Lissa est également étudiante à l'académie où elle apprend la magie. Comme tous les Moroï, elle possède des pouvoirs liés aux quatre éléments mais peine à se spécialiser dans un en particulier. Elle doit aussi prendre ses responsabilités de noble en tant que dernière survivante de sa lignée et potentielle future reine du royaume des vampires, le Dominion.
Les deux jeunes femmes sont liées à la suite de l'accident ayant couté la vie à la famille de Lissa. Ce lien, à sens unique, permet à Rose de ressentir les émotions de Lissa et de voir à travers ses yeux.

## Distribution

### Acteurs principaux
- Sisi Stringer (VF : Fily Keita) : Rosemarie « Rose » Hathaway
- Daniela Nieves (VF : Alexia Papineschi) : Vasilisa « Lissa » Dragomir
- Kieron Moore (VF : Maxime Baudouin) : Dimitri Belikov
- André Dae Kim (en) (VF : Aurélien Raynal) : Christian Ozéra
- Anita-Joy Uwajeh (VF : Mélissa Berard) : Tatiana Vogel
- Mia McKenna-Bruce (VF : Pascale Mompez) : Mia Karp
- Jonetta Kaiser (VF : Esthèle Dumand) : Sonya Karp
- Andrew Liner (VF : Geoffrey Loval) : Mason Ashford
- Rhian Blundell (VF : Caroline Espargilière) : Meredith Beckham
- J. August Richards (VF : Jean-Baptiste Anoumon) : Victor Dashkov

### Acteurs récurrents
- Pik Sen Lim (VF : Anne Plumet) : la Reine Marina
- Jason Diaz (VF : Erwan Zamor) : Andre Dragomir
- Max Parker (VF : Clément Moreau) : Mikhail Tan
- Jennifer Kirby (en) (VF : Émilie Duchênoy) : Alberta Casey
- Joseph Ollman (VF : Gauthier Battoue) : Jesse Zeklos
- Yaël Belicha : Marie Carter
- Amanda Drew (en) (VF : Natacha Muller) : Diane
- Angela Wynter (en) : Irene Vogel
- Craig Stevenson : Dane Zeklos
- Adam Quintero : Peter Tarus
- Blake Patrick Anderson : Eddie Castile
- Louisa Connolly-Burnham (en) (VF : Elsa Bougerie) : Silver
- Cornelius Macarthy (en) (VF : Jean-Louis Tilburg) : Robert Karp

 Source et légende : version française (VF) sur RS Doublage

## Production

### Développement
En juin 2010, Preger Entertainment obtient les droits d'adaptation de la série littéraire Vampire Academy de Richelle Mead. La société produit alors un film du même titre basé sur le premier roman et réalisé par Mark Waters avec Zoey Deutch dans le rôle de Rose et Lucy Fry dans celui de Lissa. Le film sort en 2014 et est un échec critique et financier, devenant un « flop ». À la suite de cet échec, la société tente néanmoins de produire une suite basée sur le second roman en lançant une campagne via Indiegogo. La campagne est un échec et l'avenir de la série au cinéma est terminé.
Preger Entertainment conserve néanmoins les droits de la série et communique parfois via les réseaux sociaux, sans qu'aucun projet ne se concrétise. En mai 2021, le service de streaming Peacock passe la commande d'une première saison d'une adaptation en série télévisée des romans, développée par Plec en collaboration avec Marguerite MacIntyre. Plusieurs producteurs du film, dont Don Murphy, annoncent également leurs retours. Plec décrit l'adaptation comme « une version moderne de La Chronique des Bridgerton avec des vampires ».
En janvier 2023, Peacock annonce l'annulation de la série.

### Distributions des rôles
En août 2021, plusieurs acteurs sont annoncés : Sisi Stringer rejoint la série pour le rôle de Rose Hathaway et Daniela Nieves signe pour celui de Lissa Dragomir. Kieron Moore est annoncé dans le rôle de Dimitri Belikov et André Dae Kim dans celui de Christian Ozéra. Le rôle Victor Dashkov est confié à J. August Richards. Rhian Blundell est annoncée dans le rôle de Meredith, un personnage secondaire dans la série littéraire. Jonetta Kaiser rejoint la série pour interpréter Sonya Karp, dont le rôle a été modifié comparé au romans. Andrew Liner signe pour le rôle de l'ami de Rose, Mason Ashford.
Deux actrices sont annoncées dans des rôles inventés pour la série : Mia McKenna-Bruce dans celui de Mia Karp, un personnage inspiré par celui de Mia Rinaldi, et Anita-Joy Uwajeh dans celui de Tatiana Vogel, une version réinventé de Tatiana Ivashkov qui dans la série n'est pas une reine mais une politique.

### Tournage
Le tournage de la série se déroule en Espagne et au Portugal. Il a démarré le 20 septembre 2021.

### Fiche technique
- Titre original : Vampire Academy
- Développement : Julie Plec et Marguerite MacIntyre, d'après la série littéraire Vampire Academy de Richelle Mead
- Musique : Jacob Yoffee et Roahn Hylton
- Producteur délégués : Julie Plec, Marguerite MacIntyre, Emily Cummins, Don Murphy, Susan Montford, Deepak Nayar et Jillian DeFrehn
- Sociétés de production : Angry Films Entertainment, Kintop Pictures, My So-Called Company, Big Whoop Productions Inc. et Universal Television
- Sociétés de distribution : Peacock (télévision, États-Unis) et Universal Television Group (globale)
- Pays d'origine :  États-Unis
- Langue originale : anglais
- Format : Couleur
- Genre : Fantastique
- Durée : 44-51 minutes

 Sauf indication contraire, les informations mentionnées dans cette section peuvent être confirmées par la base de données cinématographiques IMDb,  présente dans la section « Liens externes ».

## Épisodes
1. Académie (Pilot)
2. Terre, Air, Eau, Feu (Earth. Air. Water. Fire)
3. Cérémonie funéraire (Death Watch)
4. Évaluation (Benchmark)
5. Sous haute protection (Near Guard, Far Guard)
6. Molnija
7. Hors les murs (Beyond the Wards)
8. Ordalie (The Trials)
9. Les Ténèbres (Darkness)
10. Ascension